# Zweites Stadtkreisgericht Vilnius

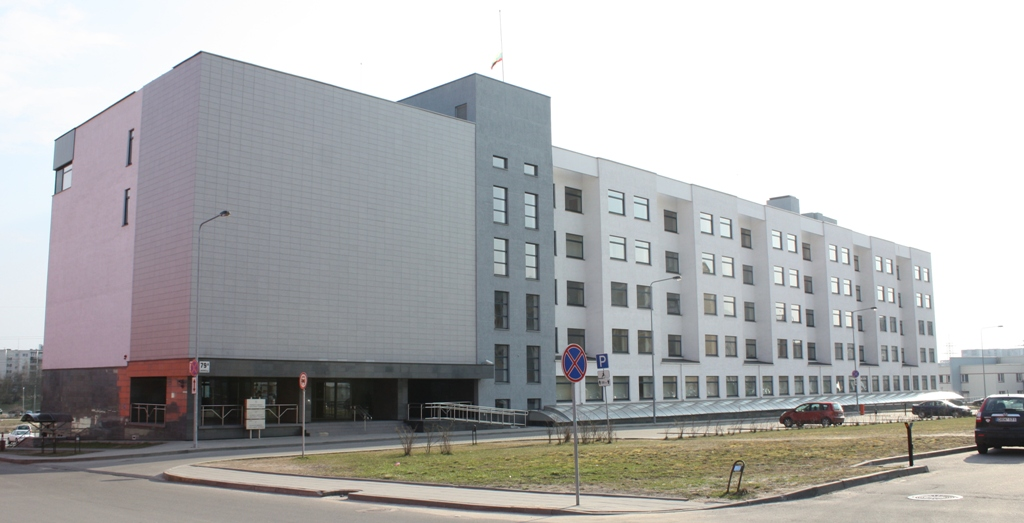
Das Stadtkreisgericht Vilnius

Das Zweite Stadtkreisgericht Vilnius (lit. Vilniaus miesto antrasis apylinkės teismas) war bis 2013 ein Kreisgericht in Litauen, eines der damals zehn Gerichte (neben dem Kreisgericht Vilnius, dem Bezirksgericht Vilnius, Appellationsgericht Litauens, den anderen drei Stadtkreisgerichten u. a.) in der Hauptstadt der Republik. Das zuständige Territorium war ein Teil der Stadt Vilnius (die Stadtverwaltungsgemeinschaften Pilaitė, Vilkpėdė, Grigiškės, Karoliniškės, Lazdynai, Naujamiestis, Paneriai).
Das Gericht der zweiten Instanz war das Bezirksgericht Vilnius.
Adresse war Laisvės pr. 79A, LT-08531, Vilnius-Pašilaičiai.

## Richter
- Gerichtspräsidentin: Daiva Kazlauskienė (* 1964) seit 2005
- Stellvertreter: Jolita Rasiukevičienė
- Andere: Algimantas Valantinas (* 1961) u. a.